# Biatlon op de Olympische Winterspelen 2018
Biatlon is een van de sporten die beoefend werden tijdens de Olympische Winterspelen 2018 in Pyeongchang, Zuid-Korea. De wedstrijden vonden plaats in het Alpensia Biathlon Centre.
Het programma was gelijk aan dat van 2014.

## Wedstrijdschema
| Datum       | Lokale tijd | MET                  | Mannen                | Vrouwen             |
| ----------- | ----------- | -------------------- | --------------------- | ------------------- |
| 09 februari | 20:00       | 12:00                | Openingsceremonie     | Openingsceremonie   |
| 10 februari | 20:15       | 12:15                |                       | 7,5 km sprint       |
| 11 februari | 20:15       | 12:15                | 10 km sprint          |                     |
| 12 februari | 19:10       | 13:00 (m), 11:10 (v) | 12,5 km achtervolging | 10 km achtervolging |
| 14 februari | 20:05       | 12:05                |                       | 15 km individueel   |
| 15 februari | 20:00       | 12:00                | 20 km individueel     |                     |
| 17 februari | 20:15       | 12:15                |                       | 12,5 km massastart  |
| 18 februari | 20:15       | 12:15                | 15 km massastart      |                     |
| 20 februari | 20:15       | 12:15                | Gemengde estafette    | Gemengde estafette  |
| 22 februari | 20:15       | 12:15                |                       | 4×6 km estafette    |
| 23 februari | 20:15       | 12:15                | 4×7,5 km estafette    |                     |
| 25 februari | 20:00       | 12:00                | Sluitingsceremonie    | Sluitingsceremonie  |

## Medailles

### Mannen
| Onderdeel             | Goud | Goud                                                              | Zilver | Zilver                                                                  | Brons | Brons                                                |
| --------------------- | ---- | ----------------------------------------------------------------- | ------ | ----------------------------------------------------------------------- | ----- | ---------------------------------------------------- |
| 20 km individueel     | NOR  | Johannes Thingnes Bø                                              | SLO    | Jakov Fak                                                               | AUT   | Dominik Landertinger                                 |
| 10 km sprint          | GER  | Arnd Peiffer                                                      | CZE    | Michal Krčmář                                                           | ITA   | Dominik Windisch                                     |
| 12,5 km achtervolging | FRA  | Martin Fourcade                                                   | SWE    | Sebastian Samuelsson                                                    | GER   | Benedikt Doll                                        |
| 15 km massastart      | FRA  | Martin Fourcade                                                   | GER    | Simon Schempp                                                           | NOR   | Emil Hegle Svendsen                                  |
| 4×7,5 km estafette    | SWE  | Peppe Femling Jesper Nelin Sebastian Samuelsson Fredrik Lindström | NOR    | Lars Helge Birkeland Tarjei Bø Johannes Thingnes Bø Emil Hegle Svendsen | GER   | Erik Lesser Benedikt Doll Arnd Peiffer Simon Schempp |

### Vrouwen
| Onderdeel           | Goud | Goud                                                                 | Zilver | Zilver                                                | Brons | Brons                                                            |
| ------------------- | ---- | -------------------------------------------------------------------- | ------ | ----------------------------------------------------- | ----- | ---------------------------------------------------------------- |
| 15 km individueel   | SWE  | Hanna Öberg                                                          | SVK    | Anastasiya Kuzmina                                    | GER   | Laura Dahlmeier                                                  |
| 7,5 km sprint       | GER  | Laura Dahlmeier                                                      | NOR    | Marte Olsbu                                           | CZE   | Veronika Vítková                                                 |
| 10 km achtervolging | GER  | Laura Dahlmeier                                                      | SVK    | Anastasiya Kuzmina                                    | FRA   | Anaïs Bescond                                                    |
| 12,5 km massastart  | SVK  | Anastasiya Kuzmina                                                   | BLR    | Darja Domratsjeva                                     | NOR   | Tiril Eckhoff                                                    |
| 4×6 km estafette    | BLR  | Nadezjda Skardino Iryna Krjoeko Dzinara Alimbekava Darja Domratsjeva | SWE    | Linn Persson Mona Brorsson Anna Magnusson Hanna Öberg | FRA   | Anaïs Chevalier Marie Dorin Habert Justine Braisaz Anaïs Bescond |

### Gemengd
| Onderdeel | Goud | Goud                                                             | Zilver | Zilver                                                             | Brons | Brons                                                      |
| --------- | ---- | ---------------------------------------------------------------- | ------ | ------------------------------------------------------------------ | ----- | ---------------------------------------------------------- |
| Estafette | FRA  | Marie Dorin Habert Anaïs Bescond Simon Desthieux Martin Fourcade | NOR    | Marte Olsbu Tiril Eckhoff Johannes Thingnes Bø Emil Hegle Svendsen | ITA   | Lisa Vittozzi Dorothea Wierer Lukas Hofer Dominik Windisch |

### Medaillespiegel
| Plaats | Land        | NOC    | Goud | Zilver | Brons | Totaal |
| ------ | ----------- | ------ | ---- | ------ | ----- | ------ |
| 1      | Duitsland   | GER    | 3    | 1      | 3     | 7      |
| 2      | Frankrijk   | FRA    | 3    | 0      | 2     | 5      |
| 3      | Zweden      | SWE    | 2    | 2      | 0     | 4      |
| 4      | Noorwegen   | NOR    | 1    | 3      | 2     | 6      |
| 5      | Slowakije   | SVK    | 1    | 2      | 0     | 3      |
| 6      | Wit-Rusland | BLR    | 1    | 1      | 0     | 2      |
| 7      | Tsjechië    | CZE    | 0    | 1      | 1     | 2      |
| 8      | Slovenië    | SLO    | 0    | 1      | 0     | 1      |
| 9      | Italië      | ITA    | 0    | 0      | 2     | 2      |
| 10     | Oostenrijk  | AUT    | 0    | 0      | 1     | 1      |
| Totaal | Totaal      | Totaal | 11   | 11     | 11    | 33     |